# Mawlai
Mawlai ist eine Stadt im indischen Bundesstaat Meghalaya. Es ist die drittgrößte Stadt in Meghalaya nach Einwohnerzahl.
Die Stadt ist Teil des Distrikts East Khasi Hills. Mawlai hat den Status einer Census Town. Die Stadt ist in 1 Wards gegliedert. Sie hatte am Stichtag der Volkszählung 2011 55.012  Einwohner, von denen 26.335 Männer und 28.677 Frauen waren. Christen bilden mit einem Anteil von über 93 % die Mehrheit der Bevölkerung in der Stadt. Hindus bilden eine Minderheit von ca. 3 %. Die Alphabetisierungsrate lag 2011 bei 91,9 % und damit deutlich über dem nationalen Durchschnitt. 96,9 % der Einwohner gehören den Scheduled Tribes an.